# Chinese Man
I Chinese Man sono un gruppo di dj francesi hip hop formatosi a Marsiglia nel 2004.

## Carriera
Chinese Man è un gruppo musicale composto dai DJ High Ku e Zè Mateo e dal Beatmaker Sly Dee. Il gruppo ha ottenuto visibilità grazie alla canzone I've Got That Tune, scelta dalla Mercedes-Benz per una campagna pubblicitaria, grazie ai diritti della quale il gruppo apre la sua etichetta, la Chinese Man Records. Il primo prodotto dell'etichetta è proprio l'album di debutto del 2007, una raccolta di tre EP precedenti intitolato The Groove Sessions Volume 1, che li porta al successo nazionale e che gli vale la partecipazione ai festival Printemps de Bourges e Solidays.
Nel 2009 il gruppo partecipa ai festival francesi Le Col des 1000, Démon d'Or e Festival de rock aux fées.
Nel 2010 partecipano alla manifestazione a favore della lotta contro l'AIDS chiamata Solidays, ad Artefacts a Strasburgo e al festival de Domaize, a fianco di DJ Shadow. Ad aprile 2011 hanno cantato al Sunday Reggae a Bruges, in Belgio.
Nel 2011 esce l'album Racing with the Sun, che raggiunge il ventesimo posto in classifica in Francia. L'anno successivo uscirà Remix with the Sun, album contenente versioni alternative di alcuni dei brani di Racing.
Nel 2014 il gruppo partecipa al Montréal International Jazz Festival, in Canada.
L'album Shikantaza esce nel 2017 e si piazza diciottesimo nella classifica francese, il miglior risultato ad oggi per il gruppo. Entrerà inoltre al settantunesimo posto in Svizzera e al centotreesimo in Belgio.

## Formazione
- High Ku
- Sly Dee
- Zè Mateo

## Discografia

### Album
- 2007 - The Groove Sessions Volume 1
- 2009 - The Groove Sessions Volume 2
- 2011 - Racing with the Sun
- 2012 - Remix with the Sun
- 2014 - The Groove Sessions Volume 3
- 2015 - The Journey (con Tumi)
- 2017 - Shikantaza
- 2020 - The Groove Sessions Volume 5

### Album dal vivo
- 2012 - Live a la Cigale

## Videografia
- 2010 - The Groove Sessions DVD

## Curiosità
Il brano "Get Up" dal 2018 è utilizzato come sottofondo musicale negli spot televisivi ed online dell'operatore telefonico Iliad Italia.